# Смолячково
Смолячко́во (фин. Lautaranta — «Плотовый берег») — посёлок в России, внутригородское муниципальное образование в составе Курортного района города федерального значения Санкт-Петербурга.

## Общие данные
Назван в 1948 году в честь Героя Советского Союза снайпера Феодосия Смолячкова, погибшего под Пулково в 1942 году. До этого — деревня Лаутаранта (часть деревни Ино), Инонкуля — название переводится как «Досочный берег», возможно здесь, когда-то был склад с досками.

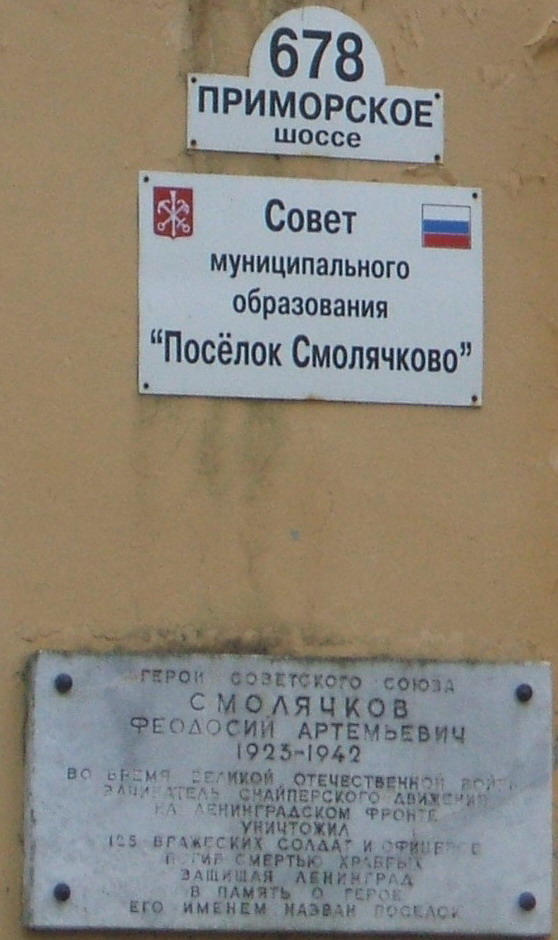
Мемориальная Ф. А. Смолячкову

Смолячково является самой удалённой от центра Санкт-Петербурга частью территории города, располагаясь на 70—74 километрах Приморского шоссе.
В посёлке находится памятник культурно-исторического наследия регионального уровня охраны Тихий берег.
Рядом с усадьбой «Тихий берег» был дом (не сохранился) в котором жил и творил художник Валентин Серов. Остатки фундамента найдены около ГУ «Курортный лесопарк» на ул. Кордонной, почти у залива.

## История
Поместье Ино в XVII веке принадлежало шведскому подданному Олави Розенштерну, которому в 1656 году была пожалована льгота от повинностей (сетерейная льгота). В состав вотчины Розенштерна входила тогда территория, начинавшаяся от деревни Райвола (ныне Рощино) и ограничивавшаяся деревней Яппиля (ныне Вишнёвка). Вотчине принадлежало 111 крестьянских имений. Усадьба Розенштерна предположительно стояла на высокой горке в центре деревни. Известно, что в 1685 году дом Розенштерна состоял из большого зала, двух горниц, передней, кухни и пекарни. Длина здания составляла около 26 метров. Другое здание поместья представляло собой избу для гостей с двумя горницами. Согласно преданию в этой избе стояла такая огромная печь, что в ней могли испечь одновременно 20 больших хлебов и семь человек разместились бы в ней для игры в карты. Во дворе находились два амбара, конюшня на 10 лошадей, гранитный коровник на 30 голов скота и гранитный погреб. Известно, что во второй половине XVII века здесь свирепствовал голод, унёсший жизни 150 человек.
После Северной войны жители деревни Ино оказались подданными русской короны. Влияние России проявилось особенно сильно в конце XIX века, когда в Ино появились особняки петербуржцев. В пик «дачного периода» в Ино насчитывалось 68 вилл, построенных русскими. На восточной окраине деревни Ино в местечке Лаутаранта, что переводится как «Тёсовый берег», с 1900 по 1911 годы творил замечательный русский живописец В. А. Серов. Здесь он создал свои произведения «Одиссей и Навзикая» и «Похищение Европы».
Среди прочих дач выделялось имение коллежского советника Виктора Боброва. Он имел 4 участка, на которых стояло три зимних дачных здания. Семья проживала преимущественно в Петербурге, но частенько приезжала в Ино на отдых. У супружеской четы было два сына и три дочери. Примерно в 1910 году Бобров построил рядом с имением двуглавую бревенчатую церковь. В тот же год скончалась его жена, и вдовец похоронил её в фамильном склепе, устроенном под полом храма. Когда началась русская революция, семья Боброва находилась в столице, откуда никто уже никогда не вернулся в Финляндию. Только сын Сергей, служивший на Дальневосточном флоте, появился в Ино со своей женой Маней около 1924 года. Война 1939 года заставила их отправиться в эвакуацию, а затем они эмигрировали в США. Церковь разобрали во время освоения местности первыми советскими переселенцами. По другим сведениям, она сгорела в результате боёв за Ино в августе 1941 года. Могилу госпожи Бобровой перенесли на русское кладбище в Мариоках.
В дальнейшем деревня Ино была разделена на два поселения: Смолячково, вошедшее в состав Курортного района Санкт-Петербурга, и посёлок Приветнинское в составе Ленинградской области, крупной достопримечательностью которого стали руины форта Ино (на 21 км от Зеленогорска по Приморскому шоссе) построенного с 1909 по 1918 годы, а затем взорванного.

## Население
| 2002 | 2010 | 2012 | 2013 | 2014 | 2015 | 2016 | 2017 | 2018 |
| ---- | ---- | ---- | ---- | ---- | ---- | ---- | ---- | ---- |
| 568  | ↗610 | ↘553 | ↗658 | ↗705 | ↗723 | ↗742 | ↗840 | ↗848 |
| 2019 | 2020 | 2021 | 2023 | 2025 |      |      |      |      |
| ↗853 | ↘844 | ↗846 | ↘827 | ↘748 |      |      |      |      |

## Смолячковская уха
Традиционно во второй выходной июля, когда с советских времён отмечается день рыбака, в посёлке Смолячково на базе рыбацкой артели на побережье Финского залива устраивается престольный праздник.

## Описание границ посёлка Смолячково

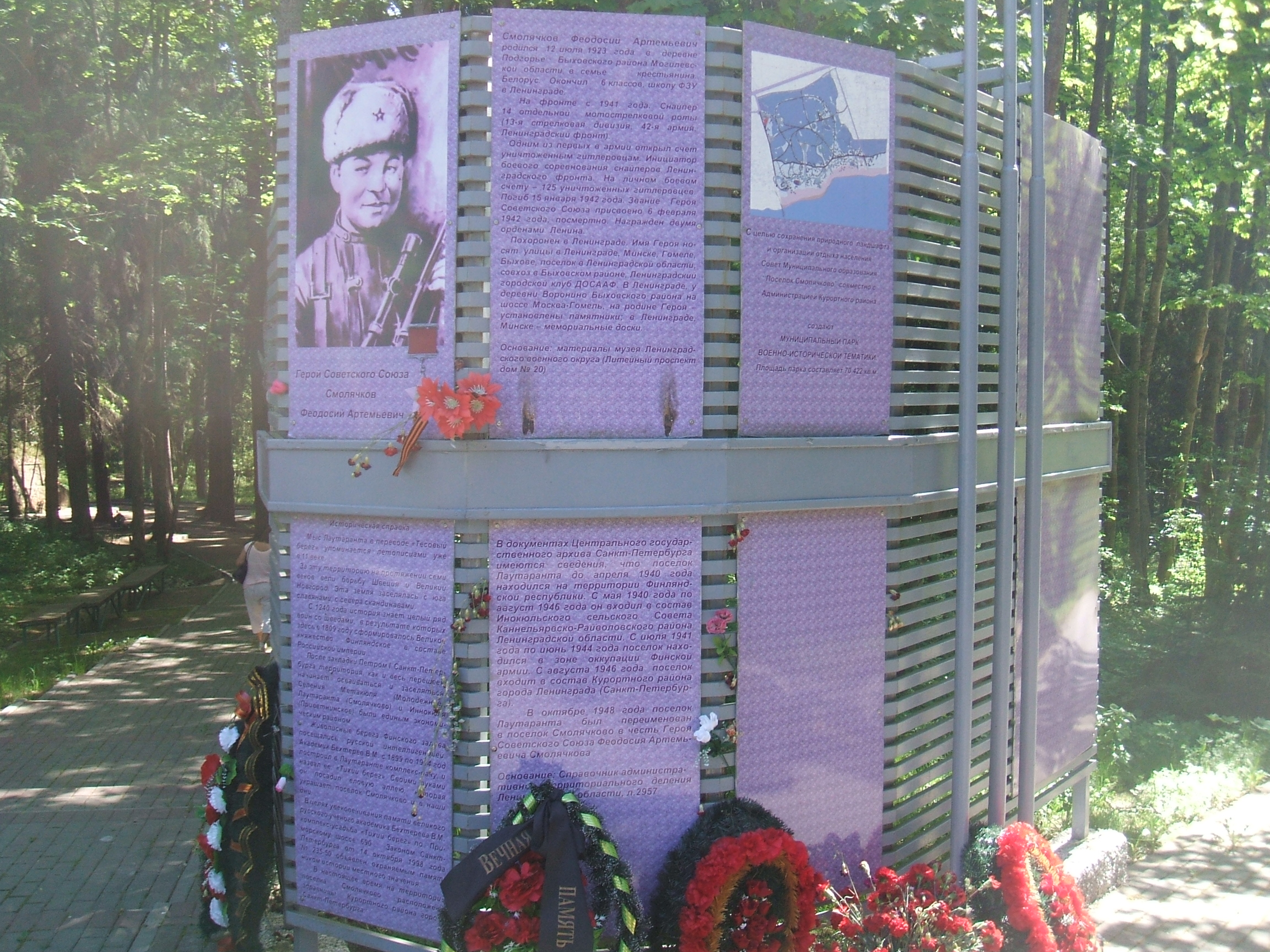
Историческая справка

Граница муниципального образования посёлок Смолячково Курортного района Санкт-Петербурга проходит: от точки пересечения берега Финского залива с границей Выборгского района Ленинградской области по левому берегу реки Приветной до железной дороги на Приморск, далее по северной стороне полосы отвода железной дороги идёт 1900 м, затем поворачивает на север и идёт по западной границе территории бывшего пионерского лагеря «Ракета», включая его в границы Санкт-Петербурга, поворачивает на запад, северо-запад и идёт по северной границе предприятия «Поляны», затем поднимается на северо-восток по западной границе Молодёжного лесничества Курортного парклесхоза до Смолячкова ручья.
Далее граница проходит по оси Смолячкова ручья до северной границы квартала 73 Молодёжного лесничества, далее на восток 570 м по северным границам кварталов 73 и 74, пересекая железнодорожные пути Приморского направления железной дороги, до пересечения с лесной дорогой, далее на юг 150 м и на восток 200 м по лесной дороге до границы детского спортивно-оздоровительного центра, далее на запад по юго-западной и южной границам детского спортивно-оздоровительного центра до Приморское шоссе, далее на юго-запад 500 м по оси Приморского шоссе до западной границы бывшего пионерского лагеря «Варяг», далее по западной границе бывшего пионерского лагеря «Варяг» до Финского залива, далее по берегу Финского залива до пересечения с левым берегом реки Приветной.

## Фотогалерея

Фотографии м. о. Смолячково
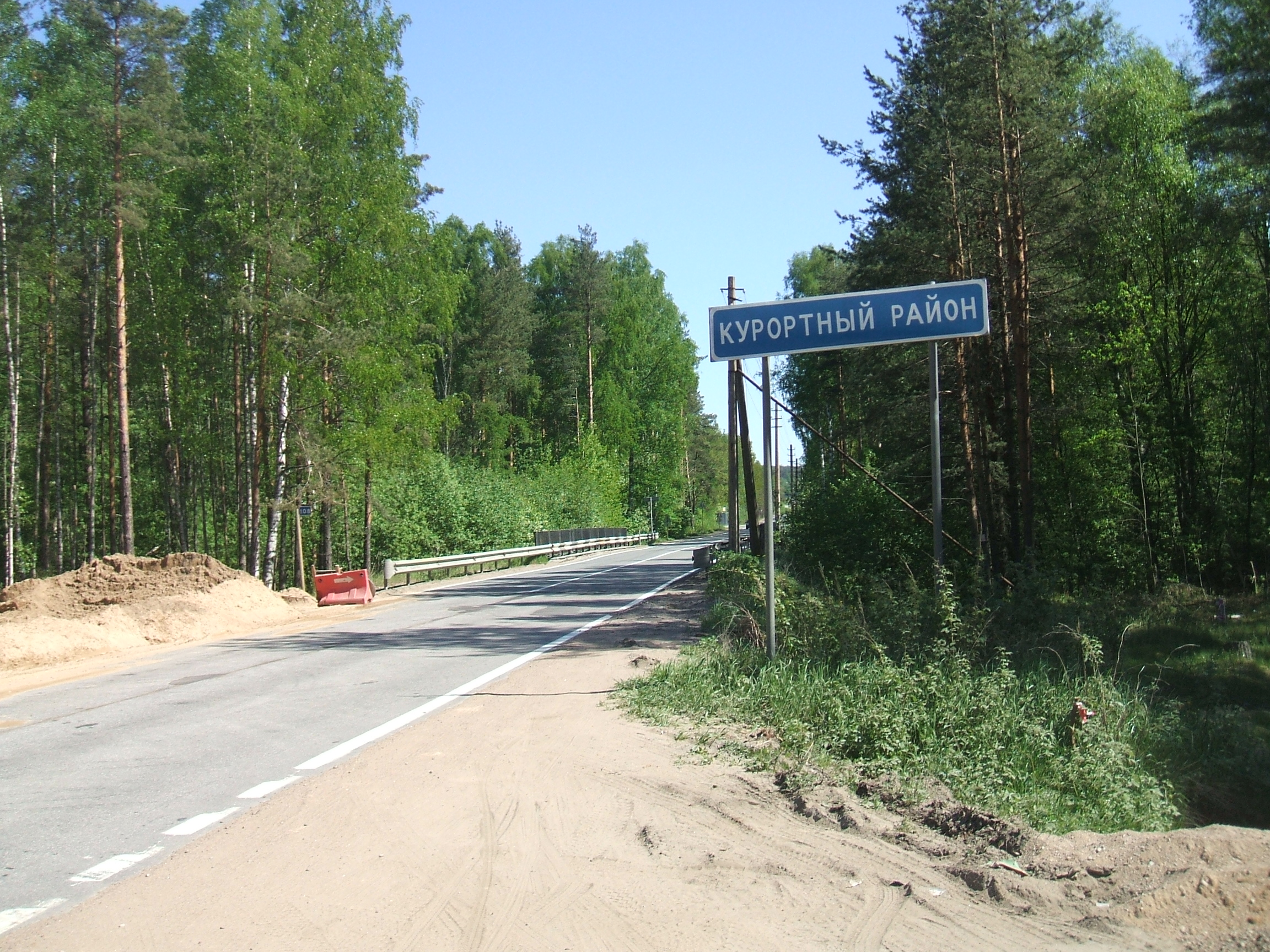
Граница с Ленинградской областью
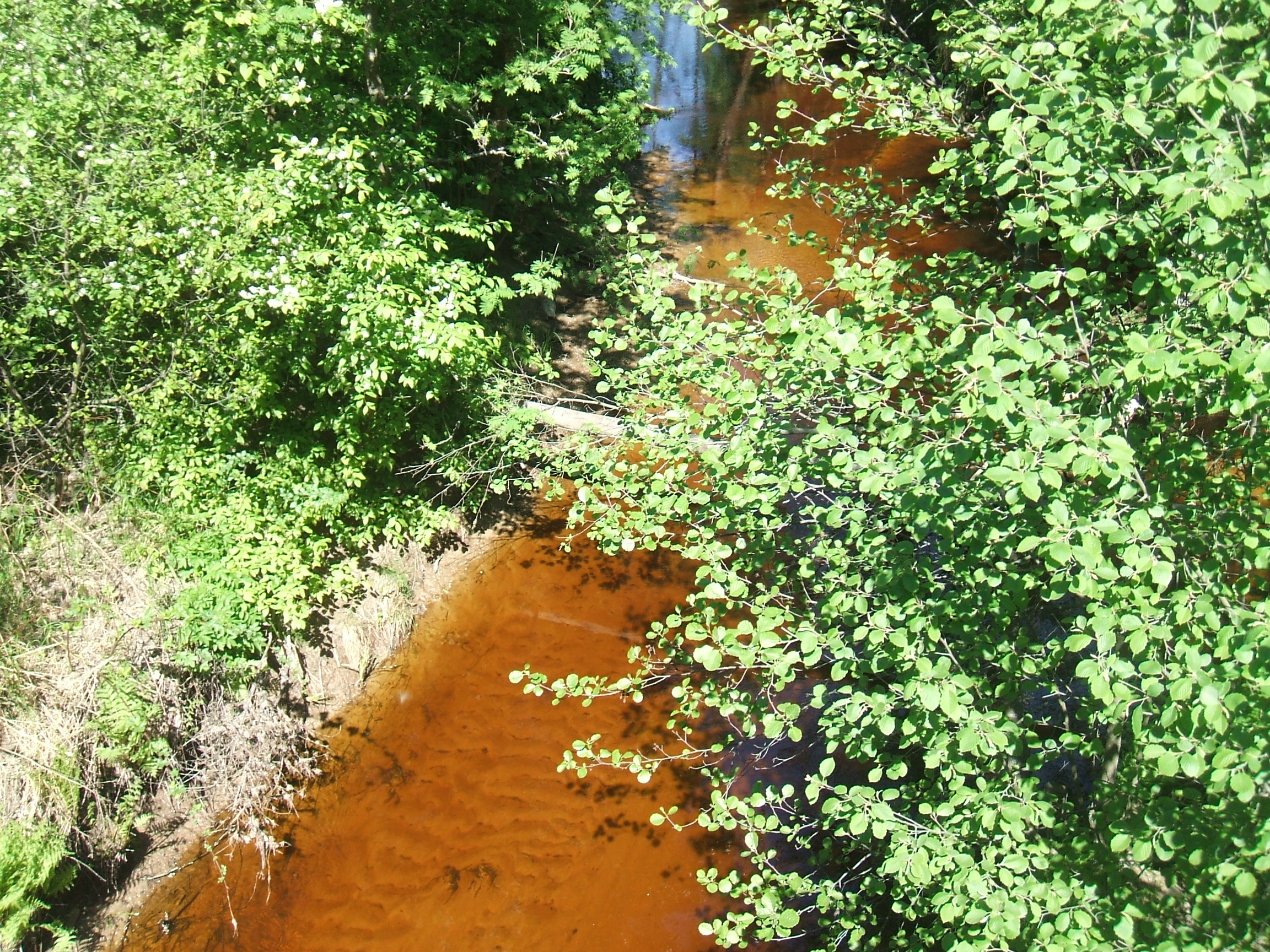
река Приветная
В парке
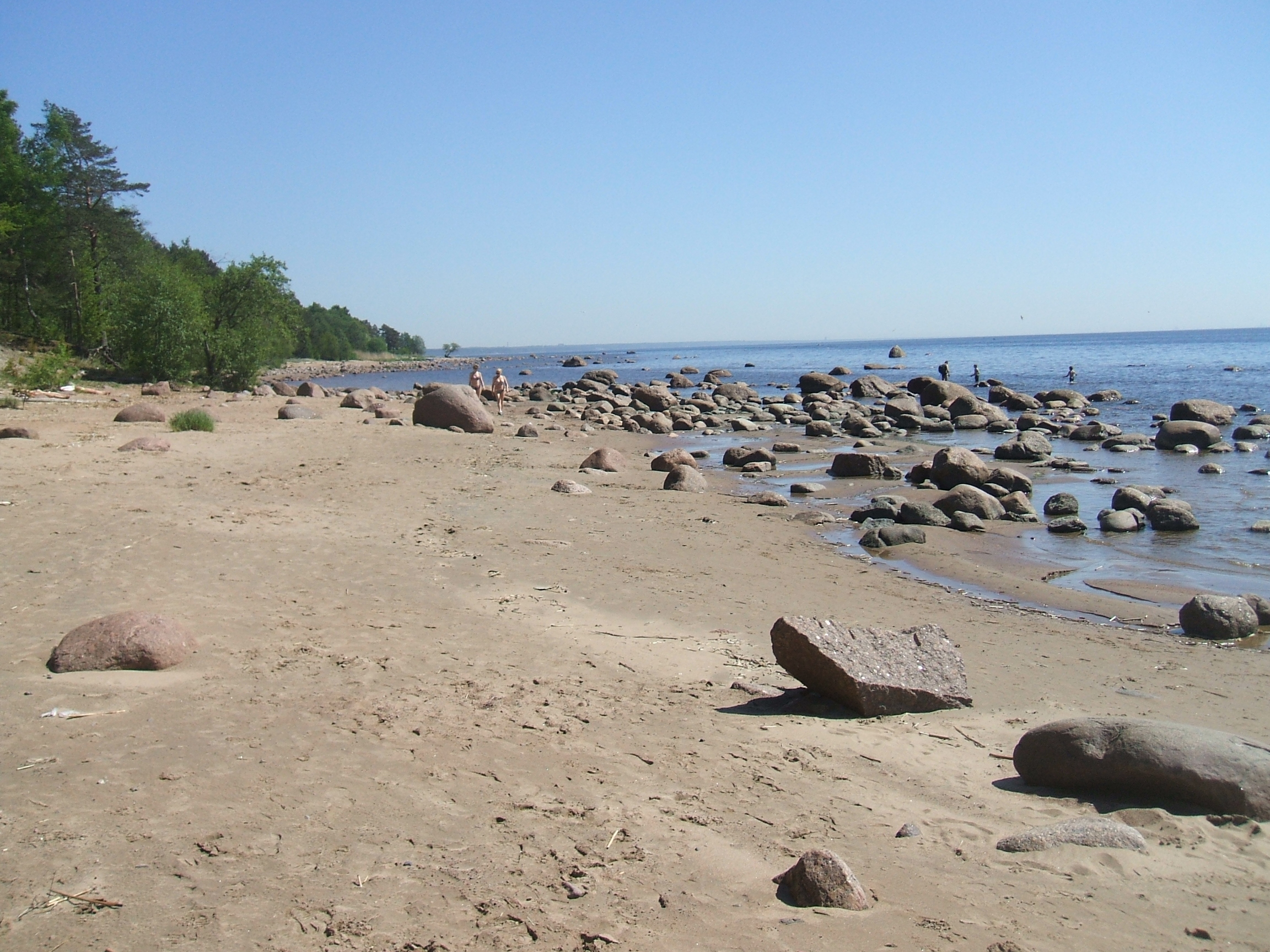
Финский залив в Смолячково
Памятник в парке
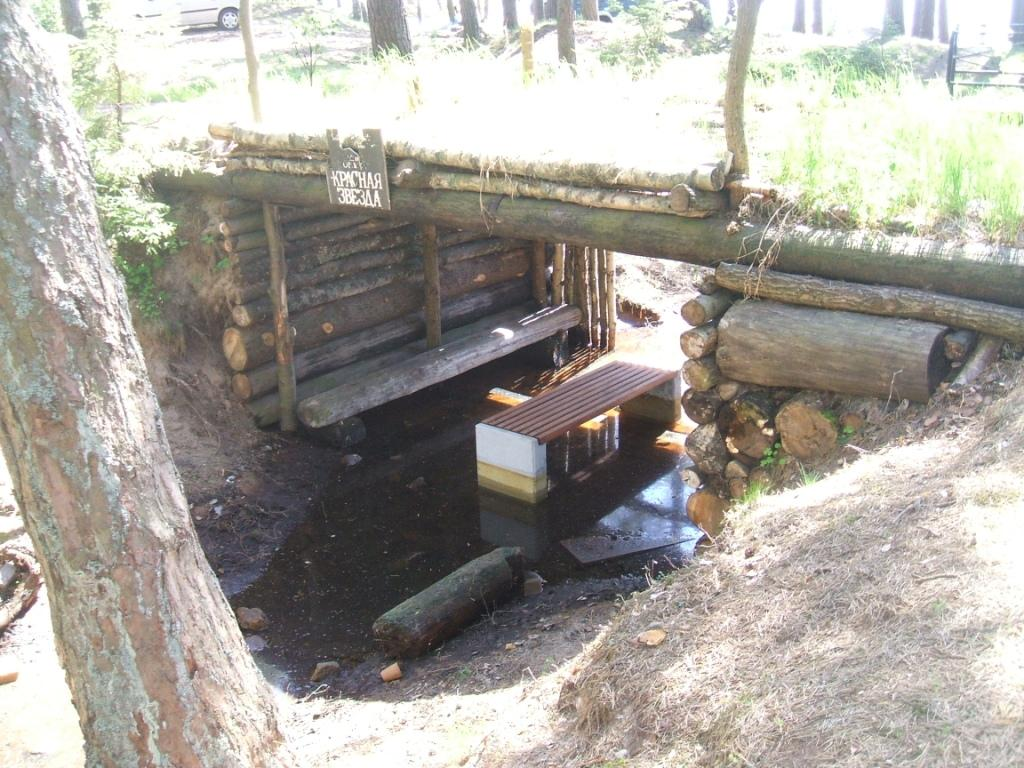
Мост времён ВОВ
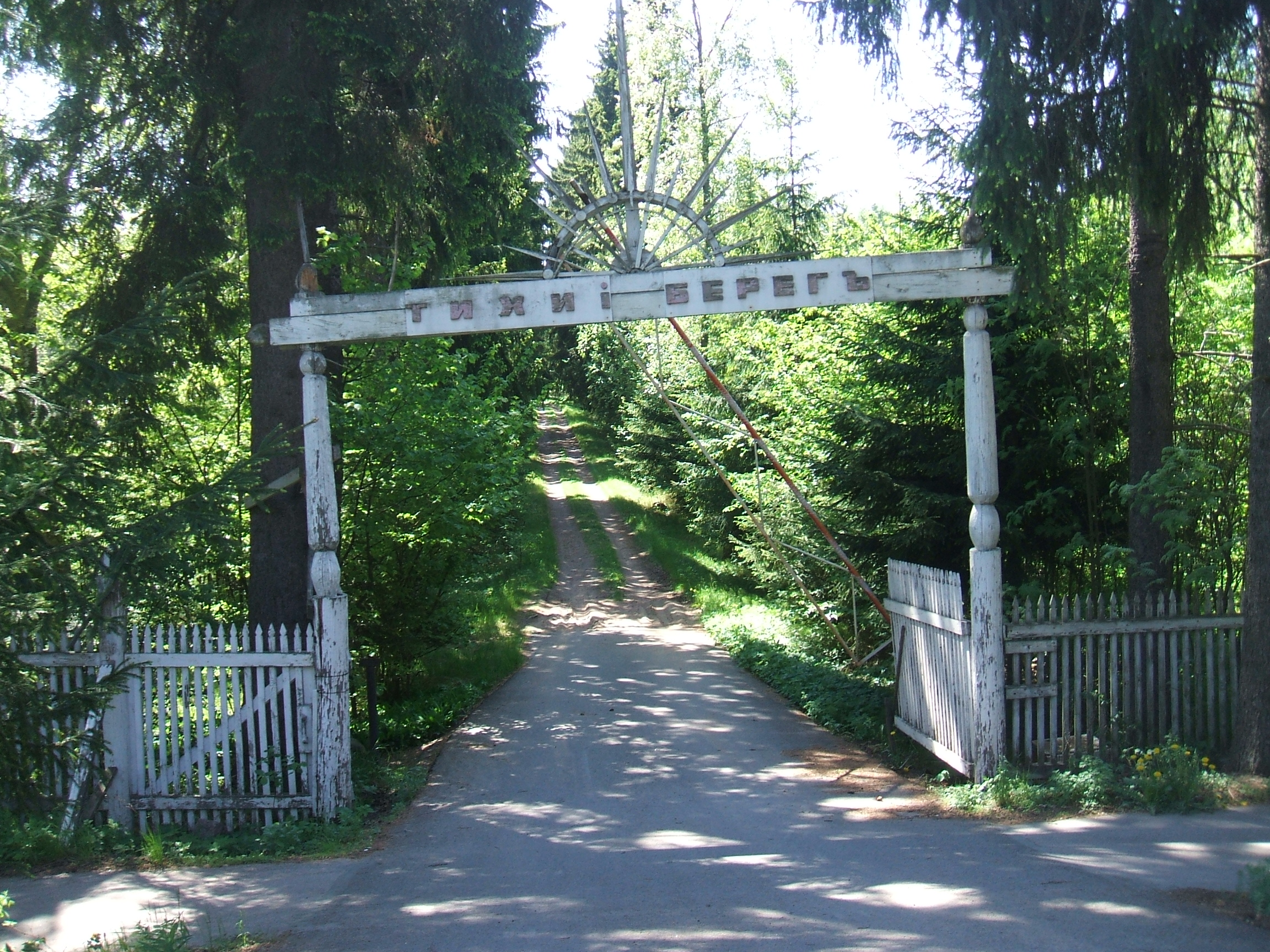
Усадьба «Тихий берег»
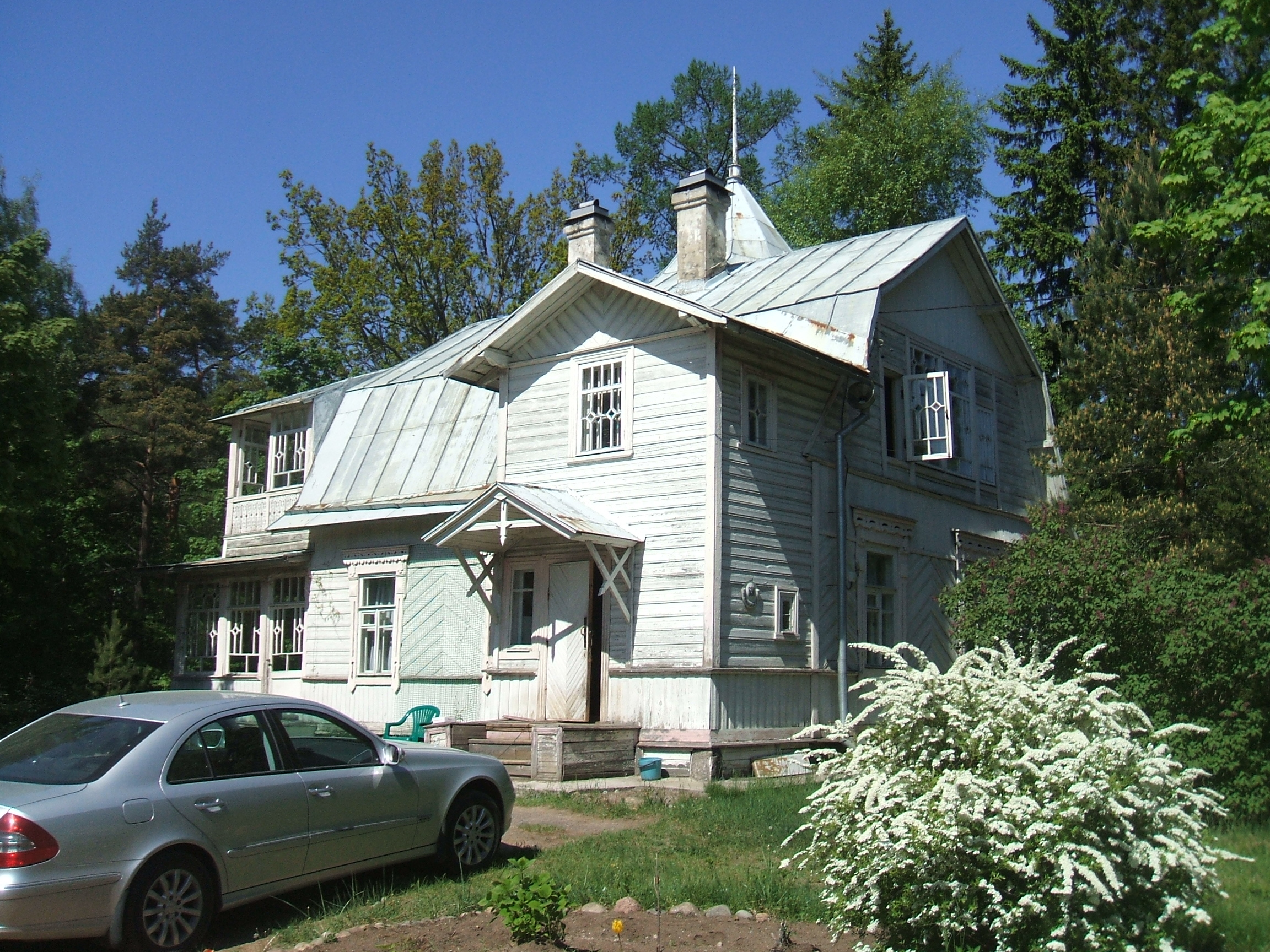
Дом в усадьбе
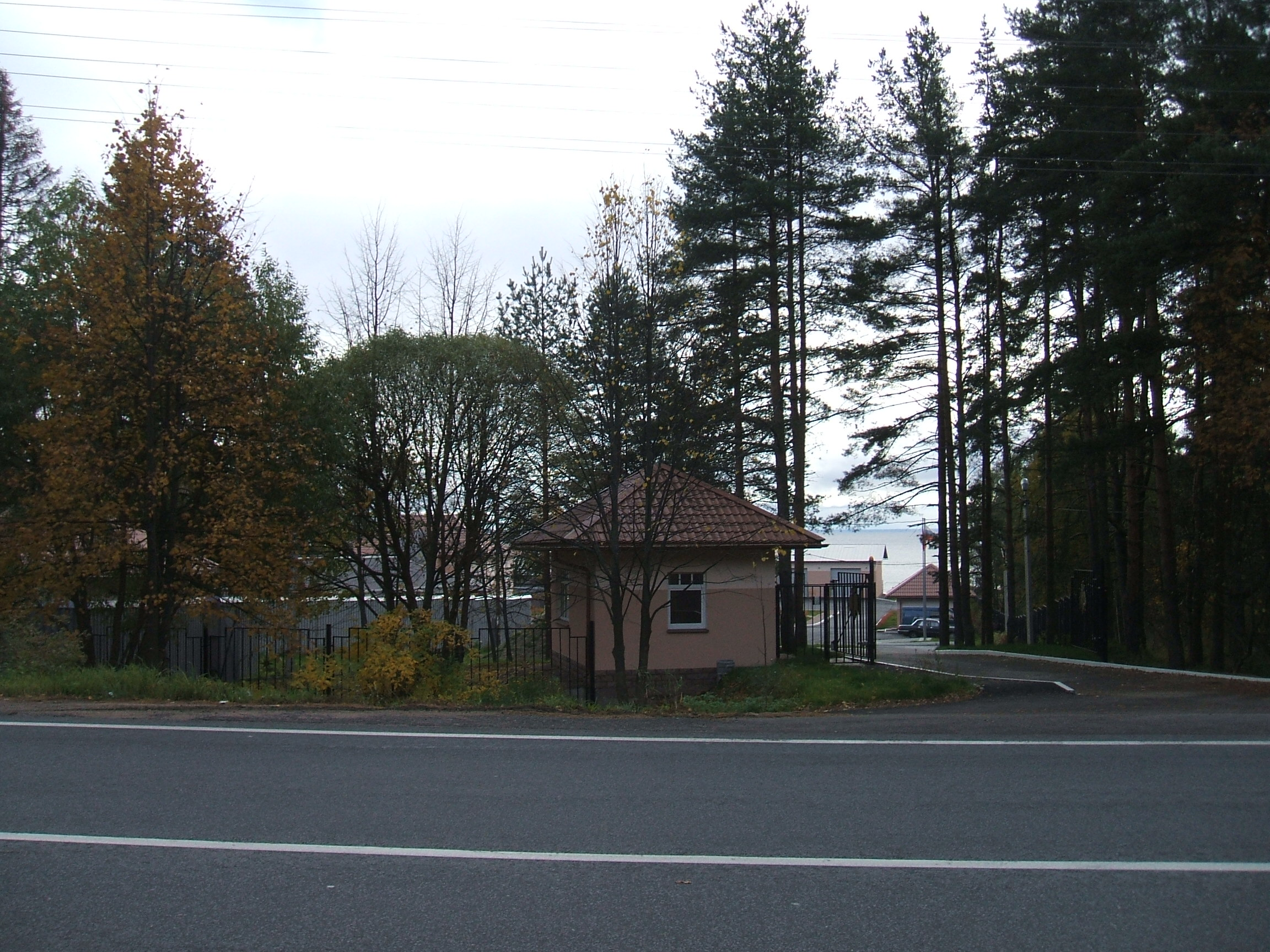
Территория базы МЧС в Смолячково
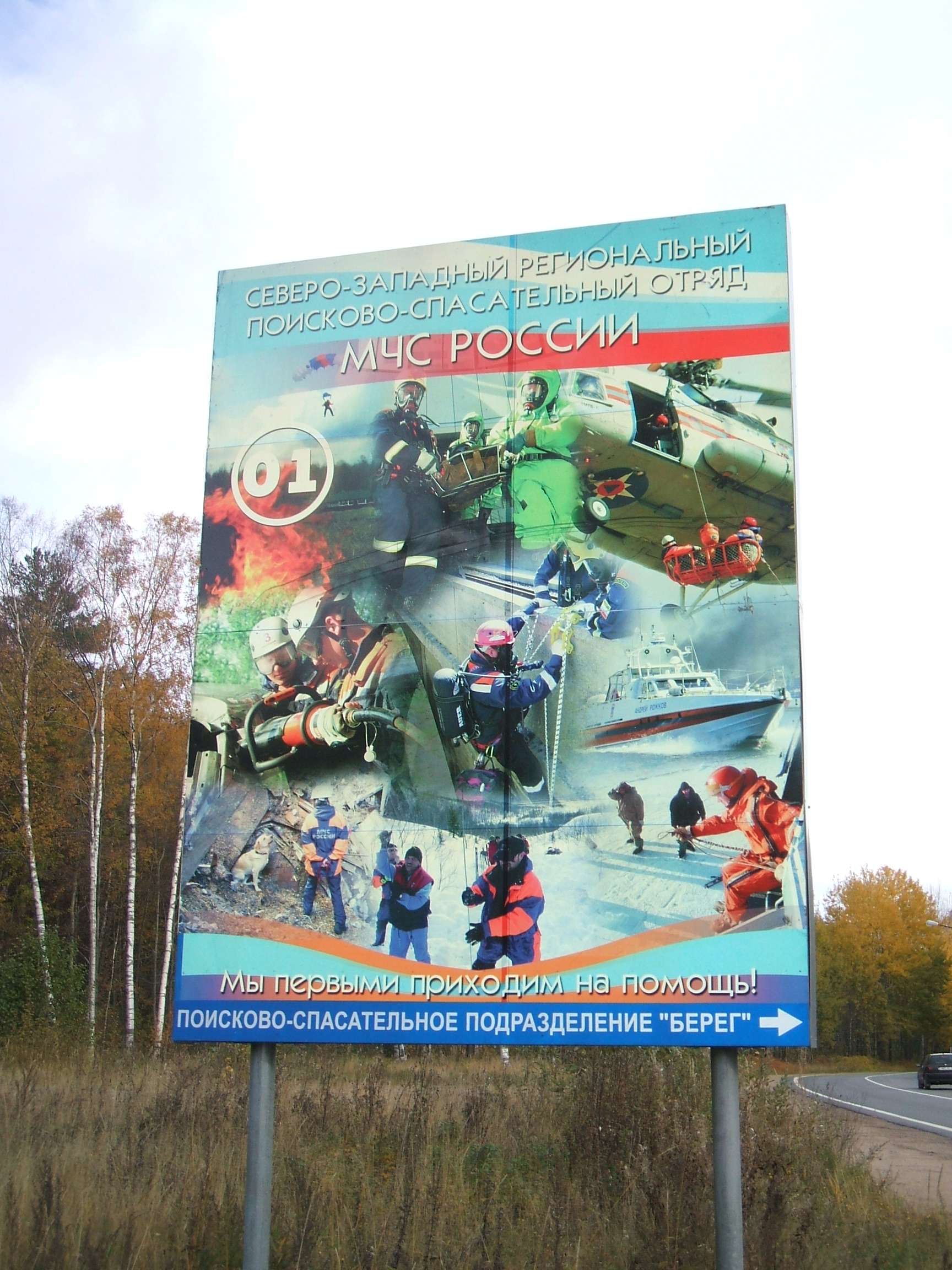
Указатель базы МЧС на Приморском шоссе